# Orfeo (animal)
Orfeo es un género de arañas araneomorfas de la familia Linyphiidae. Se encuentra en Brasil.

## Lista de especies
Según The World Spider Catalog 12.0:
- Orfeo desolatus (Keyserling, 1886)
- Orfeo jobim Miller, 2007